# Белл (Флорида)
Белл (англ. Bell) — небольшой город (таун), расположенный в округе Гилкрист (штат Флорида, США) с населением в 349 человек по статистическим данным переписи 2000 года.

## География
По данным Бюро переписи населения США Белл имеет общую площадь в 4,14 квадратных километров, водных ресурсов в черте населённого пункта не имеется.
Белл расположен на высоте 21 м над уровнем моря.

## Демография
По данным переписи населения 2000 года в Беллe проживало 349 человек, 91 семья, насчитывалось 125 домашних хозяйств и 149 жилых домов. Средняя плотность населения составляла около 84,3 человек на один квадратный километр. Расовый состав населённого пункта распределился следующим образом: 95,99 % белых, 2,01 % — чёрных или афроамериканцев, 0,29 % — коренных американцев, 0,29 % — представителей смешанных рас, 1,43 % — других народностей. Испаноговорящие составили 1,43 % от всех жителей.
Из 125 домашних хозяйств в 43,2 % воспитывали детей в возрасте до 18 лет, 52,0 % представляли собой совместно проживающие супружеские пары, в 16,8 % семей женщины проживали без мужей, 26,4 % не имели семей. 21,6 % от общего числа семей на момент переписи жили самостоятельно, при этом 10,4 % составили одинокие пожилые люди в возрасте 65 лет и старше. Средний размер домашнего хозяйства составил 2,79 человек, а средний размер семьи — 3,21 человек.
Население города по возрастному диапазону по данным переписи 2000 года распределилось следующим образом: 30,4 % — жители младше 18 лет, 10,0 % — между 18 и 24 годами, 28,7 % — от 25 до 44 лет, 16,6 % — от 45 до 64 лет и 14,3 % — в возрасте 65 лет и старше. Средний возраст жителей составил 34 года. На каждые 100 женщин в Беллe приходилось 90,7 мужчин, при этом на каждые сто женщин 18 лет и старше приходилось 84,1 мужчин также старше 18 лет.
Средний доход на одно домашнее хозяйство составил 30 156 долларов США, а средний доход на одну семью — 30 987 долларов. При этом мужчины имели средний доход в 21 250 долларов США в год против 23 125 долларов среднегодового дохода у женщин. Доход на душу населения составил 30 156 долларов в год. 13,1 % от всего числа семей в населённом пункте и 17,2 % от всей численности населения находилось на момент переписи населения за чертой бедности, при этом 19,4 % из них были моложе 18 лет и 5,9 % — в возрасте 65 лет и старше.